# 東京日和 (伴都美子の曲)
「東京日和」（とうきょうびより）は、日本の歌手・伴都美子の4作目のシングル。

## 概要
- 前作「夢路」から約1年7ヶ月ぶりにして、アルバム『Van.』からの先行シングル。
- ジャケットが異なる1万枚限定生産によるCD+DVD盤とCD盤の2形態で発売された[1]。DVDには表題曲のミュージック・ビデオが収録された。
- オリコンチャート初登場18位を獲得。4作連続でのトップ20入りを果たした。

## 収録曲
1. 東京日和 [4:20]
作詞：伴都美子
作曲：財津和夫
編曲：Sin
歌詞は過去を思い出しながら懐かしみ、大切にしようという気持ちが書かれており、Do As Infinityの再結成を決定した頃に制作された[2]。
2. message. [4:24]
作詞・作曲：伴都美子
編曲：村上正芳
伴が初めて作曲も手掛けた楽曲[1]。
3. Hum a Tune [6:28]
作詞・作曲：田島貴男
編曲：大西克己
ORIGINAL LOVEの6thアルバムの収録曲のカバー[1]。
4. 東京日和 [Instrumental] [4:20]
作曲：財津和夫
編曲：Sin
表題曲のインストゥルメンタルバージョン。
5. message. [Instrumental] [4:20]
作曲：伴都美子
編曲：村上正芳
カップリング曲のインストゥルメンタルバージョン。

## 参加ミュージシャン
- 伴都美子：Vocals & Chorus (#1〜3)

サポートミュージシャン
- Sin：Programmed & Piano (#1,4)
- 村上正芳：Programmed & Guitar (#2,5)
- 秋山浩徳：Guitar (#1,4)
- 大西克己：Guitar (#3)
- 山口寛雄：Bass (#1,3,4)
- 山崎洋：Bass (#2,5)
- 村石雅行：Drums (#1,4)
- 佐々木しげそ：Drums (#2,5)
- 一ノ瀬久：Drums (#3)
- 横山裕章：Keyboards (#3)

## 収録アルバム
- Van. (#1,2)
- 財津和夫の曲たちⅡ～たくさんのアーティストへの提供曲集～ (#1)